# NGC 1196
NGC 1196 je galaksija u zviježđu Eridan.

## Vanjske poveznice
- SEDS: NGC 1196